# Magnus Kirt
Magnus Kirt (* 10. April 1990 in Tõrva, Estnische SSR, Sowjetunion) ist ein estnischer Leichtathlet, der sich auf den Speerwurf spezialisiert hat.
Kirt konnte sich im Speerwurf der Europameisterschaften 2018 in Berlin mit einer Wurfweite von 85,96 m hinter den Deutschen Thomas Röhler (89,47 m) und Andreas Hofmann (87,60 m) auf dem Bronzerang platzieren.
Kirt ist zweimaliger estnischer Meister im Speerwurf (81,32 m, Tallinn, 2015, und 80,04 m, Tallinn, 2017). Er wurde 2018 und 2019 zu Estlands Sportler des Jahres gewählt.
Den bisher größten Erfolg seiner Karriere erreichte er bei den Weltmeisterschaften 2019 in Doha mit dem Gewinn der Silbermedaille.
Kirt betätigte sich auch als Hoch- und Weitspringer.

## Bestleistungen
- Speerwurf: 90,61 m, NR (Kuortane, Finnland, 22. Juni 2019)
- Hochsprung: 2,10 m (Valga, Estland, 18. Juni 2009)
- Weitsprung: 6,72 m (Pärnu, Estland, 6. März 2010)